# Connie Sellecca
Connie Sellecca, egentligen Concetta Sellecchia, född 25 maj 1955 i Bronx i New York, är en amerikansk skådespelare och fotomodell.
Sellecca är troligen mest bekant för svenska TV-tittare bland annat för TV-serierna Titta han flyger och Hotellet. Innan Connie Sellecca blev skådespelare var hon fotomodell.
Sellecca är gift med musikern John Tesh sedan 4 april 1992 och de har ett barn tillsammans. Sellecca har ett barn till från ett tidigare äktenskap med skådespelaren Gil Gerard.

## Filmografi i urval
- 1978 - The Bermuda Depths (TV)
- 1978 - 1979  - Flying High (TV-serie)
- 1979 - Captain America (TV)
- 1980 - Beyond Westworld (TV-serie)
- 1981 - 1983 - Titta han flyger (TV-serie)
- 1983- 1988 - Hotellet (TV-serie)
- 1987 - The Last Fling (TV)
- 1987 - Downpayment on Murder (TV)
- 1989 - Gott nytt år! (Turn Back the Clock, TV-film)
- 1990 - Miracle Landing (TV)
- 1991-1992 - P.S. I Luv You (TV-serie)
- 1992 - Det hemlighetsfulla huset (TV) (även manus)
- 1993-1994 - Den andra chansen (TV-serie)
- 1994 - She Led Two Lives (TV)
- 1997 - While My Pretty One Sleeps (TV)
- 1999 - Dangerous Waters (TV)
- 2002 - I Saw Mommy Kissing Santa Claus (TV)
- 2006 - The Wild Stallion